# 建興電子
建興儲存科技，是台湾的一間電子公司，由光寶科技投資成立，其原本隸屬於源興科技中的一個部門，在1999年3月從源興科技獨立出來，並於2001年1月成為上櫃掛牌公司、2004年11月正式成為台灣證券交易所上市公司，專攻於固態硬盤（SSD）以及光儲存設備（ODD）的代工（OEM），為世界儲存設備大廠之一，客戶均為國際個人電腦、伺服器、資料中心、雲端服務知名品牌。在2014年與光寶科技合併後消滅，成為光寶科技儲存裝置事業群（Storage Sub Business Group, Lite-On Technology）。2019年10月25日光寶科技宣布將旗下儲存裝置事業群分割讓與百分之百持股之既存子公司建興儲存科技股份有限公司。後於2020年6月30日光寶科技宣布將建興儲存科技股份有限公司與Solid State Storage Technology USA Corporation之100%股權，以及CNEX Labs Inc （页面存档备份，存于）. 之0.4%股權，售予世界最大NAND flash快閃記憶體製造廠Kioxia Holdings Corporation，此股權交易價格為現金1.65億美元。從此建興儲存科技股份有限公司(SSSTC)成為KIOXIA集團之100%子公司，也是KIOXIA集團在台灣最重要之研發與製造基地。

## 歷史
- 1999年3月，建興電子從源興科技光電事業部門獨立。
- 2004年11月，建興電子於台灣證券交易所股票上市。
- 2006年4月，建興電子收購明基電通光碟機部門。
- 2006年12月，建興電子取得明基電通原持有股權，接收原飛利浦與明基電通共同合資在台灣成立之飛利浦明基儲存科技股份有限公司（Philips BenQ Digital Storage Inc.），並更名為飛利浦建興數位科技股份有限公司（Philips & Lite-On Digital Solutions Corporation）。
- 2009年，建興電子開始研發固態硬盤。
- 2013年，因光寶科技取得建興電子股權超過70%，建興電子股票於同年7月12日下市[3]。
- 2014年6月30日，光寶科技與建興電子合併，以光寶科技為存續公司，建興電子於合併後消滅。
- 2019年10月25日，光寶科技宣布將旗下儲存裝置事業群分割讓與百分之百持股之既存子公司建興儲存科技股份有限公司。
- 2020年6月30日，光寶科技宣布將建興儲存科技股份有限公司售予世界最大NAND flash快閃記憶體製造廠Kioxia Holdings Corporation。